# Andrzej Gajewski (kajakarz)
Andrzej Gajewski (ur. 29 sierpnia 1964 w Śremie) – polski kajakarz, medalista mistrzostw świata, olimpijczyk z Atlanty (1996), mistrz Letniej Uniwersjady (1987), wielokrotny mistrz Polski.

## Kariera sportowa
Był zawodnikiem Eneregetyka Poznań (1974-1984), Zawiszy Bydgoszcz (1985-1986), Polonii-Energetyk Elbląg (1987-1991), Hutnika Olsztyn (1992-1993), Warty Poznań (1994-1998) i ponownie Polonii Elbląg (od 2000).

### Igrzyska olimpijskie
W 1996 wystąpił na igrzyskach olimpijskich w Atlancie, zajmując 6. miejsce w konkurencji K-1 1000 m.

### Mistrzostwa świata
- 1989: K-4 10000 m - 3 m. (partnerami byli Grzegorz Kaleta, Tomasz Franaszek, Mariusz Rutkowski)
- 1990: K-4 500 m - 7 m., K-4 10000 m - 2 m. (partnerami byli:Grzegorz Kaleta, Andrzej Gryczko, Mariusz Rutkowski)
- 1991: K-4 500 m - 9 m., K-4 1000 m - 5 m.
- 1994: K-1 1000 m - 5 m.
- 1995: K-1 1000 m - 6 m.

### Mistrzostwa Europy
- 1997: K-1 1000 m - 9 m.

### Uniwersjada
W 1987 zwyciężył w zawodach Letniej Uniwersjady, w konkurencji K-4 500 m (partnerami byli Grzegorz Krawców, Wojciech Kurpiewski i Robert Chwiałkowski)

### Mistrzostwa Polski
9 raz zdobył tytuł mistrza Polski seniorów:
- K-1 500 m: 1991, 1994
- K-1 1000 m: 1994, 1995, 1996
- K-2 10000 m: 1995 (z Piotrem Wojciechowskim), 2000 (z Grzegorzem Kaletą)
- K-2 22 km: 1986
- K-4 500 m: 1985